# Teillé (Loira Atlàntic)

Localització de Teillé (Loira Atlàntic)

Teillé (en bretó Tilhieg) és un municipi francès, situat a la regió de país del Loira, al departament de Loira Atlàntic, que històricament va formar part de la Bretanya. L'any 2006 tenia 1.620 habitants. Limita al nord-oest amb Riaillé, al nord-est amb Pannecé, a l'oest amb Mouzeil, a l'est amb Pannecé i al sud amb Mésanger.

## Demografia
| Evolució de la població Cassini i INSEE |      |      |      |      |      |      |      |      |
| 1793                                    | 1800 | 1806 | 1821 | 1831 | 1836 | 1841 | 1846 | 1851 |
| 1005                                    | 1055 | 1184 | 1510 | 1490 | -    | 1530 | 1592 | 1628 |

| 1856 | 1861 | 1866 | 1872 | 1876 | 1881 | 1886 | 1891 | 1896 |
| ---- | ---- | ---- | ---- | ---- | ---- | ---- | ---- | ---- |
| 1665 | 1669 | 1693 | 1736 | 1741 | 1803 | 1694 | 1710 | 1710 |

| 1901 | 1906 | 1911 | 1921 | 1926 | 1931 | 1936 | 1946 | 1954 |
| ---- | ---- | ---- | ---- | ---- | ---- | ---- | ---- | ---- |
| 1654 | 1624 | 1500 | 1455 | 1314 | 1267 | 1206 | 1292 | 1191 |

| 1962 | 1968 | 1975 | 1982 | 1990 | 1999 | 2006 | 2011 | 2016 |
| ---- | ---- | ---- | ---- | ---- | ---- | ---- | ---- | ---- |
| 1251 | 1267 | 1193 | 1203 | 1271 | 1300 | -    | -    | -    |

| 2019 | - | - | - | - | - | - | - | - |
| ---- | - | - | - | - | - | - | - | - |
| -    | - | - | - | - | - | - | - | - |

## Administració
| Període   | Identitat     | Partit |
| --------- | ------------- | ------ |
| 2001-2008 | Claude Dabo   |        |
| 2008-     | André Guihard |        |